# Campoletis gorhami
Campoletis gorhami là một loài tò vò trong họ Ichneumonidae.